# Giovanni Ambrogio Biffi
Giovanni Ambrogio Biffi (Milà, segle xvi - segle xvii) és autor d'un poema en vuit cants en octaves, La risorgente Roma, escrit el 1911. Però la seua obra més notable és un breu tractat en milanés, el Prissian da Milan della parnonzia milanesa, publicat conjuntament amb el Varon Milanes de Giovanni Capis el 1606 per l'editor Giovanni Giacomo Como. Segons aquest, Biffi va escriure aquest opuscle arran del requeriment d'alguns gentilhomes que li van demanar una explicació sobre la pronúncia milanesa, per a saber com calia llegir exactament els vocables discutits de l'obra de Capis, editada per primera vegada anteriorment per Bartoli a Pavia. Després fou pregat de posar aquesta explicació per escrit, a fi de poder-la incloure com a apèndix en l'edició milanesa del Varon milanes del 1606.
El text de Biffi constitueix la primera descripció fonològica del milanés, fins i tot la primera del seu gènere sobre un dialecte a Itàlia. Més que per les consideracions sobre l'origen del milanés i del florentí, és interessant per l'aplicació excepcionalment rigorosa i coherent a la fonètica milanesa d'un tipus de descripció fonològica no practicat fins llavors de manera sistemàtica, amb un criteri que fou recuperat i elaborat científicament per la lingüística del segle xx.

## Obres

### Manuscrits
- Trattato di varie erudizioni.
- Consiglio sopra la cognizione delle anticaglie.
- Instituzione delle antiche dignità.
- Discorso sopra il fuoco perpetuo delle vestali.
- Opuscoli vari d'Erycius Puteanus, traduïts del llatí a l'italià.

### Obres impreses
- Quatre composicions poètiques en Gherardo Borgogni, Muse toscane di diversi nobilissimi ingegni, Bèrgam, 1594, p. 51r - 52r.
- Prissian da Milan della parnonzia milanesa, en apèndix a Giovanni Capis, Varon milanes de la lengua da Milan, Milà, 1606, p. 55-68.
- La Risorgente Roma, Milà, 1610. Una segona edició a Milà el 1611, dedicada al conestable de Castella.
- Versi, Milà, 1616.